# Hockey Club Lugano 2011-2012
La stagione 2011-2012 è la 32ª che l'Hockey Club Lugano  gioca nella Lega Nazionale A.

## Eventi della stagione
Il 23 giugno 2011 nella sala del consiglio comunale di Lugano Vicky Mantegazza è stata eletta ieri sera per acclamazione nuovo presidente dell'Hockey Club Lugano SA sostituisce Silvio Laurenti che ha ricoperto la carica dal 2009 al 2011. Vicky diventa la seconda donna in svizzera a ricoprire questa carica in una squadra di hockey dopo Mme. Potin a Villars.
La stessa sera viene eletto nel consiglio d'amministrazione del club Andy Näser già giocatore HC Lugano per 13 stagioni e capitano della squadra dal 2008 al 2010.
Il 2 luglio 2011 l'HC Lugano ingaggia il forte attaccante canadese Rob Niedermayer con contratto di una stagione. Niedermayer è un centro difensivo che ha disputato 18 stagioni consecutive nella National Hockey League vincendo la Stanley Cup nel 2007 con gli Anaheim Mighty Ducks.

## Precampionato
| Lugano 6 agosto 2011 | HC Lugano | 7 – 2 (2-1, 3-1, 2-0) referto                     | Saryarka Karagonda | Resega (2 500 spett.) |
| Flavien Conne 13:33 Sébastien Reuille 19:10 , 28:50 Daniel Steiner 20:35 Raffaele Sannitz 34:52 Stefan Ulmer 42:27 Leandro Profico 53:17 Marcatori 09:10 Eldar Nazhmutdinov 25:38 Vyacheslav Tokarev |           |                                                   |                    |                       |
| |           |                                                   |                    |                       |
| Flavien Conne 13:33 Sébastien Reuille 19:10, 28:50 Daniel Steiner 20:35 Raffaele Sannitz 34:52 Stefan Ulmer 42:27 Leandro Profico 53:17                                                              | Marcatori | 09:10 Eldar Nazhmutdinov 25:38 Vyacheslav Tokarev |                    |                       |

| Lugano 7 agosto 2011                                                              | HC Lugano | 2 – 3 (d.t.r.) (0-1, 2-0, 0-1, 0-1) referto | Traktor Chelyabinsk | Resega (3 200 spett.) |
| Sébastien Reuille 21:18 Kevin Romy 23:28 Marcatori 16:33 , 49:29 Konstantin Panov |           |                                             |                     |                       |
|                                                                                   |           |                                             |                     |                       |
| Sébastien Reuille 21:18 Kevin Romy 23:28                                          | Marcatori | 16:33, 49:29 Konstantin Panov               |                     |                       |

| Lugano 17 agosto 2011 | HC Lugano | 5 – 2 (3-0, 1-2, 1-0) referto              | Severstal Cherepovez | Resega (2 000 spett.) |
| Mauro Jörg 04:58 Jaroslav Bednář 11:32 , 20:44 Raffaele Sannitz 12:52 Oliver Kamber 46:43 Marcatori 20:24 Mikko Lehtonen 27:31 Mikhail Panshin |           |                                            |                      |                       |
| |           |                                            |                      |                       |
| Mauro Jörg 04:58 Jaroslav Bednář 11:32, 20:44 Raffaele Sannitz 12:52 Oliver Kamber 46:43                                                       | Marcatori | 20:24 Mikko Lehtonen 27:31 Mikhail Panshin |                      |                       |

| Lugano 20 agosto 2011 | HC Lugano | 7 – 0 (3-0, 1-0, 3-0) referto | Bietigheim Steelers | Resega (3 700 spett.) |
| Stefan Ulmer 04:51 Kevin Romy 05:25 Daniel Steiner 09:30 Kimmo Rintanen 30:47 Jaroslav Bednář 43:15 Raffaele Sannitz 53:50 Leandro Profico 57:45 Marcatori |           |                               |                     |                       |
| |           |                               |                     |                       |
| Stefan Ulmer 04:51 Kevin Romy 05:25 Daniel Steiner 09:30 Kimmo Rintanen 30:47 Jaroslav Bednář 43:15 Raffaele Sannitz 53:50 Leandro Profico 57:45           | Marcatori |                               |                     |                       |

| Seewen 25 agosto 2011                                                                             | ZSC Lions | 3 – 2 (1-1, 0-1, 2-0) referto           | HC Lugano | (763 spett.) |
| Blaine Down 01:31 Jeff Tambellini 43:44 , 59:52 Marcatori 17:25 Flavien Conne 31:58 Steve Hirschi |           |                                         |           |              |
|                                                                                                   |           |                                         |           |              |
| Blaine Down 01:31 Jeff Tambellini 43:44, 59:52                                                    | Marcatori | 17:25 Flavien Conne 31:58 Steve Hirschi |           |              |

| Berna 27 agosto 2011                                 | SC Bern   | 2 – 0 (0-0, 1-0, 1-0) referto | HC Lugano | PostFinance Arena |
| Pascal Berger 20:46 Joel Kwiatkowski 59:04 Marcatori |           |                               |           |                   |
|                                                      |           |                               |           |                   |
| Pascal Berger 20:46 Joel Kwiatkowski 59:04           | Marcatori |                               |           |                   |

| Langenthal 30 agosto 2011                                                                                   | SC Langenthal | 2 – 4 (1-1, 1-2, 0-1) referto                                | HC Lugano | KEB Schoren Langenthal (924 spett.) |
| Jeff Campbell 10:57 Tim Weber 25:38 Marcatori 01:15 Dario Simion 23:43 , 29:10 Codey Burky 59:01 Kevin Romy |               |                                                              |           |                                     |
| |               |                                                              |           |                                     |
| Jeff Campbell 10:57 Tim Weber 25:38                                                                         | Marcatori     | 01:15 Dario Simion 23:43, 29:10 Codey Burky 59:01 Kevin Romy |           |                                     |

| Lugano 3 settembre 2011                                                     | HC Lugano | 3 – 0 Sospesa per nebbia al 38:02 (1-0, 2-0, 0-0) referto | Karlovy Vary | Resega (2 800 spett.) |
| Oliver Kamber 18:52 Hnat Domenichelli 22:02 Julien Vauclair 33:32 Marcatori |           |                                                           |              |                       |
|                                                                             |           |                                                           |              |                       |
| Oliver Kamber 18:52 Hnat Domenichelli 22:02 Julien Vauclair 33:32           | Marcatori |                                                           |              |                       |

### Torneo della Vallée de Joux
| Le Sentier 11 agosto 2011                                                                                  | HC Lugano | 2 – 3 (0-2, 2-1, 0-0) referto                          | HC Litvinov | Patinoire du Sentier (515 spett.) |
| Steve Hirschi 31:00 Jaroslav Bednář 36:22 Marcatori 02:40 Jakub Maxa 10:08 Frantisek Lukes 34:44 Jan Bojer |           |                                                        |             |                                   |
| |           |                                                        |             |                                   |
| Steve Hirschi 31:00 Jaroslav Bednář 36:22                                                                  | Marcatori | 02:40 Jakub Maxa 10:08 Frantisek Lukes 34:44 Jan Bojer |             |                                   |

| Le Sentier 12 agosto 2011                                                                     | HC Lugano | 3 – 2 (d.t.r.) (0-0, 2-1, 0-1, 1-0) referto | Dynamo Minsk | Patinoire du Sentier (1 200 spett.) |
| Raffaele Sannitz 22:35 Daniel Steiner 27:53 Marcatori 38:35 Dmitri Meleshko 53:31 Libor Pivko |           |                                             |              |                                     |
|                                                                                               |           |                                             |              |                                     |
| Raffaele Sannitz 22:35 Daniel Steiner 27:53                                                   | Marcatori | 38:35 Dmitri Meleshko 53:31 Libor Pivko     |              |                                     |

| Le Sentier 13 agosto 2011                                                                                 | HC Lugano | 2 – 3 (1-0, 0-2, 1-1) referto                           | Fribourg-Gottéron | Patinoire du Sentier (418 spett.) |
| Kevin Romy 09:50 Raffaele Sannitz 51:11 Marcatori 24:40 Benny Plüss 25:23 Adam Hasani 44:13 Sandy Jeannin |           |                                                         |                   |                                   |
| |           |                                                         |                   |                                   |
| Kevin Romy 09:50 Raffaele Sannitz 51:11                                                                   | Marcatori | 24:40 Benny Plüss 25:23 Adam Hasani 44:13 Sandy Jeannin |                   |                                   |

## Regular Season

### Risultati
| Lugano 9 settembre 2011                                                                      | HC Lugano | 1 – 2 (d.t.s.) (0-0, 1-0, 0-1) referto  | ZSC Lions | Resega (5.244 spett.) |
| \| \| \| \| \| Dario Simion 23:03 \| Marcatori \| 55:58 Blaine Down 63:18 Jeff Tambellini \| |           |                                         |           |                       |
|                                                                                              |           |                                         |           |                       |
| Dario Simion 23:03                                                                           | Marcatori | 55:58 Blaine Down 63:18 Jeff Tambellini |           |                       |

| Friborgo 10 settembre 2011 | Fribourg-Gottéron | 3 – 5 (1-3, 0-2, 2-0) referto                                                                            | HC Lugano | Patinoire Saint-Léonard (6.650 spett.) |
| \| \| \| \| \| Julien Sprunger 16:30 44:59 Adam Hasani 59:16 \| Marcatori \| 5:34 Kimmo Rintanen 6:05 Sébastien Reuille 12:49 Kevin Romy 20:37 Petteri Nummelin 22:48 Jaroslav Bednář \| |                   | |           |                                        |
| |                   | |           |                                        |
| Julien Sprunger 16:30 44:59 Adam Hasani 59:16 | Marcatori         | 5:34 Kimmo Rintanen 6:05 Sébastien Reuille 12:49 Kevin Romy 20:37 Petteri Nummelin 22:48 Jaroslav Bednář |           |                                        |

| Lugano 16 settembre 2011 | HC Lugano | 3 – 4 (d.t.s.) (1-2, 1-1, 1-0) referto                               | Kloten Flyers | Resega (4.271 spett.) |
| \| \| \| \| \| Flavien Conne 15:06 44:59 Mauro Jörg 24:09 Jaroslav Bednář 59:15 \| Marcatori \| 07:21 Michael Liniger 17:34 Arnaud Jacquemet 48:48 60:15 Romano Lemm \| |           |                                                                      |               |                       |
| |           |                                                                      |               |                       |
| Flavien Conne 15:06 44:59 Mauro Jörg 24:09 Jaroslav Bednář 59:15 | Marcatori | 07:21 Michael Liniger 17:34 Arnaud Jacquemet 48:48 60:15 Romano Lemm |               |                       |

| Langnau 17 settembre 2011 | SCL Tigers | 4 – 3 (0-1, 1-2, 3-0) referto                     | HC Lugano | Ilfis Stadium (5 558 spett.) |
| \| \| \| \| \| Joël Perrault 24:21 Claudio Moggi 50:06 Claudio Neff 56:31 Pascal Pelletier 56:54 \| Marcatori \| 6:56 35:19 Jaroslav Bednář 32:59 Petteri Nummelin \| |            |                                                   |           |                              |
| |            |                                                   |           |                              |
| Joël Perrault 24:21 Claudio Moggi 50:06 Claudio Neff 56:31 Pascal Pelletier 56:54                                                                                     | Marcatori  | 6:56 35:19 Jaroslav Bednář 32:59 Petteri Nummelin |           |                              |

| Lugano 20 settembre 2011 | HC Lugano | 3 – 4 (0-1, 2-2, 1-1) referto                                        | SC Bern | Resega (3 722 spett.) |
| \| \| \| \| \| Mauro Jörg 21:32 Sébastien Reuille 26:28 Petteri Nummelin 52:52 \| Marcatori \| 13:21 Pascal Berger 29:01 33:13 Joel Kwiatkowski 47:24 Byron Ritchie \| |           |                                                                      |         |                       |
| |           |                                                                      |         |                       |
| Mauro Jörg 21:32 Sébastien Reuille 26:28 Petteri Nummelin 52:52 | Marcatori | 13:21 Pascal Berger 29:01 33:13 Joel Kwiatkowski 47:24 Byron Ritchie |         |                       |

| Davos 23 settembre 2011 | HC Davos | 0 – 0 (0-0, 0-0, 0-0) | HC Lugano | Vaillant Arena |

| Lugano 24 settembre 2011 | HC Lugano | 0 – 0 (0-0, 0-0, 0-0) | HC Ambrì-Piotta | Resega |

| Lugano 30 settembre 2011 | HC Lugano | 0 – 0 (0-0, 0-0, 0-0) | EHC Biel | Resega |

### Classifica
| Posizione | Squadra                | G  | V  | VS | PS | P  | GF  | GF  | DR  | Punti | Playoff o Playout |
| --------- | ---------------------- | -- | -- | -- | -- | -- | --- | --- | --- | ----- | ----------------- |
| 1         | Zugo                   | 50 | 24 | 8  | 10 | 8  | 173 | 131 | +42 | 98    | Playoff           |
| 2         | Davos                  | 50 | 27 | 7  | 3  | 13 | 155 | 117 | +38 | 98    | Playoff           |
| 3         | Friburgo-Gottéron      | 50 | 26 | 6  | 4  | 14 | 156 | 120 | +36 | 94    | Playoff           |
| 4         | Kloten Flyers          | 50 | 27 | 2  | 6  | 15 | 158 | 117 | +41 | 91    | Playoff           |
| 5         | Berna                  | 50 | 23 | 6  | 6  | 15 | 153 | 130 | +23 | 87    | Playoff           |
| 6         | Lugano                 | 50 | 21 | 5  | 6  | 18 | 152 | 150 | +2  | 79    | Playoff           |
| 7         | ZSC Lions              | 50 | 19 | 8  | 4  | 19 | 136 | 129 | +7  | 77    | Playoff           |
| 8         | Bienne                 | 50 | 19 | 4  | 3  | 24 | 114 | 128 | -14 | 68    | Playoff           |
| 9         | Ginevra-Servette       | 50 | 16 | 5  | 9  | 20 | 117 | 126 | -9  | 67    | Playout           |
| 10        | Langnau Tigers         | 50 | 13 | 5  | 3  | 29 | 124 | 166 | -42 | 52    | Playout           |
| 11        | Ambrì-Piotta           | 50 | 10 | 6  | 7  | 27 | 102 | 153 | -51 | 49    | Playout           |
| 12        | Rapperswil-Jona Lakers | 50 | 12 | 1  | 2  | 35 | 99  | 172 | -73 | 40    | Playout           |

### Statistiche
| Giocatori             | PG | G  | A  | Pts | PMI |
| --------------------- | -- | -- | -- | --- | --- |
| Jaroslav Bednář (F)   | 45 | 16 | 34 | 50  | 18  |
| Kevin Romy (F)        | 44 | 18 | 21 | 39  | 10  |
| Kimmo Rintanen (F)    | 42 | 16 | 20 | 36  | 16  |
| Daniel Steiner (F)    | 50 | 16 | 19 | 35  | 32  |
| Hnat Domenichelli (F) | 48 | 14 | 19 | 33  | 18  |
| Petteri Nummelin (D)  | 36 | 7  | 24 | 31  | 20  |
| Oliver Kamber (F)     | 50 | 6  | 17 | 23  | 12  |
| Steve Hirschi (D)     | 40 | 9  | 11 | 20  | 24  |
| Brady Murray (F)      | 23 | 6  | 9  | 15  | 12  |
| Flavien Conne (F)     | 45 | 6  | 9  | 15  | 24  |
| Raffaele Sannitz (F)  | 43 | 4  | 10 | 14  | 32  |
| Julien Vauclair (D)   | 41 | 4  | 8  | 12  | 28  |
| Jordan Hendry (D)     | 29 | 1  | 9  | 10  | 18  |
| Sébastien Reuille (F) | 28 | 4  | 5  | 9   | 6   |
| Stefan Ulmer (D)      | 44 | 1  | 8  | 9   | 22  |
| Mauro Jörg (F)        | 48 | 4  | 3  | 7   | 8   |
| Lorenz Kienzle (D)    | 50 | 0  | 7  | 7   | 24  |
| Brett McLean (F)      | 10 | 5  | 1  | 6   | 4   |
| Dario Simion (F)      | 35 | 3  | 3  | 6   | 8   |
| Rob Niedermayer (F)   | 14 | 2  | 4  | 6   | 12  |
| Leandro Profico (D)   | 50 | 2  | 3  | 5   | 14  |
| Diego Kostner (F)     | 35 | 2  | 2  | 4   | 2   |
| Codey Burki (F)       | 13 | 1  | 2  | 3   | 6   |
| Dominik Schlumpf (D)  | 16 | 0  | 2  | 2   | 8   |
| Florian Blatter (D)   | 48 | 0  | 1  | 1   | 39  |
| Matteo Nodari (D)     | 49 | 0  | 1  | 1   | 36  |
| Massimo Ronchetti (D) | 1  | 0  | 0  | 0   | 0   |
| Giacomo Dal Pian (F)  | 2  | 0  | 0  | 0   | 0   |
| Marty Sertich (F)     | 2  | 0  | 0  | 0   | 2   |
| Lukas Balmelli (F)    | 4  | 0  | 0  | 0   | 2   |
| Andrea Grassi (F)     | 6  | 0  | 0  | 0   | 0   |

## Playoff

### Statistiche
| Giocatori             | PG | G | A | Pts | PMI |
| --------------------- | -- | - | - | --- | --- |
| Brady Murray (F)      | 6  | 3 | 2 | 5   | 6   |
| Hnat Domenichelli (F) | 6  | 0 | 4 | 4   | 0   |
| Sébastien Reuille (F) | 6  | 3 | 1 | 4   | 18  |
| Brett McLean (F)      | 6  | 0 | 3 | 3   | 4   |
| Daniel Steiner (F)    | 6  | 1 | 2 | 3   | 0   |
| Kevin Romy (F)        | 6  | 1 | 2 | 3   | 0   |
| Oliver Kamber (F)     | 6  | 1 | 2 | 3   | 0   |
| Stefan Ulmer (D)      | 6  | 1 | 2 | 3   | 6   |
| Jaroslav Bednář (F)   | 6  | 1 | 1 | 2   | 4   |
| Julien Vauclair (D)   | 6  | 1 | 1 | 2   | 6   |
| Leandro Profico (D)   | 6  | 2 | 0 | 2   | 12  |
| Mauro Jörg (F)        | 6  | 0 | 2 | 2   | 0   |
| Dominik Schlumpf (D)  | 6  | 0 | 1 | 1   | 2   |
| Flavien Conne (F)     | 6  | 0 | 1 | 1   | 4   |
| Kimmo Rintanen (F)    | 1  | 1 | 0 | 1   | 0   |
| Petteri Nummelin (D)  | 6  | 0 | 1 | 1   | 2   |
| Raffaele Sannitz (F)  | 6  | 0 | 1 | 1   | 0   |
| Dario Simion (F)      | 1  | 0 | 0 | 0   | 2   |
| Florian Blatter (D)   | 6  | 0 | 0 | 0   | 2   |
| Jordan Hendry (D)     | 5  | 0 | 0 | 0   | 2   |
| Lorenz Kienzle (D)    | 5  | 0 | 0 | 0   | 2   |
| Matteo Nodari (D)     | 4  | 0 | 0 | 0   | 0   |
| Steve Hirschi (D)     | 2  | 0 | 0 | 0   | 0   |

## Giocatori

### Roster
| N. | Naz.                                    | Ruolo | Nome                 | Anno | Alt. | Peso | Tiro |
| -- | --------------------------------------- | ----- | -------------------- | ---- | ---- | ---- | ---- |
| 35 | Italia (bandiera)                       | P     | Alex Caffi           | 1990 | 185  | 85   | L    |
| 91 | Svizzera (bandiera)                     | P     | Benjamin Conz        | 1991 | 179  | 93   | R    |
| 25 | Svizzera (bandiera)                     | P     | Michael Tobler       | 1985 | 186  | 90   | L    |
| 26 | Svizzera (bandiera)                     | D     | Florian Blatter      | 1984 | 182  | 85   | L    |
| 27 | Canada (bandiera)                       | D     | Jordan Hendry        | 1984 | 183  | 88   | L    |
| 8  | Svizzera (bandiera)                     | D     | Steve Hirschi - C    | 1981 | 180  | 84   | L    |
| 16 | Svizzera (bandiera)                     | D     | Lorenz Kienzle       | 1988 | 181  | 84   | R    |
| 11 | Svizzera (bandiera)                     | D     | Matteo Nodari        | 1987 | 185  | 82   | R    |
| 33 | Finlandia (bandiera)                    | D     | Petteri Nummelin - A | 1972 | 178  | 89   | L    |
| 12 | Svizzera (bandiera)                     | D     | Leandro Profico      | 1990 | 177  | 74   | L    |
| 18 | Svizzera (bandiera)                     | D     | Dominik Schlumpf     | 1991 | 185  | 80   | R    |
| 22 | Austria (bandiera)                      | D     | Stefan Ulmer         | 1990 | 177  | 75   | R    |
| 3  | Svizzera (bandiera)                     | D     | Julien Vauclair - A  | 1979 | 184  | 92   | L    |
| 95 | Svizzera (bandiera)                     | A     | Lukas Balmelli       | 1994 | 187  | 84   | L    |
| 21 | Rep. Ceca (bandiera)                    | A     | Jaroslav Bednář      | 1976 | 182  | 86   | R    |
| 15 | Canada (bandiera)                       | A     | Codey Burky          | 1987 | 180  | 90   | R    |
| 40 | Svizzera (bandiera)                     | A     | Flavien Conne        | 1980 | 177  | 81   | L    |
| 98 | Svizzera (bandiera)                     | A     | Giacomo Dal Pian     | 1993 | 175  | 74   | R    |
| 76 | Svizzera (bandiera) · Canada (bandiera) | A     | Hnat Domenichelli    | 1976 | 183  | 86   | L    |
| 61 | Svizzera (bandiera)                     | A     | Mauro Jörg           | 1990 | 184  | 87   | L    |
| 79 | Svizzera (bandiera)                     | A     | Oliver Kamber        | 1979 | 178  | 75   | L    |
| 20 | Italia (bandiera)                       | A     | Diego Kostner        | 1992 | 183  | 75   | R    |
| 53 | Canada (bandiera)                       | A     | Brett McLean         | 1978 | 180  | 84   | L    |
| 14 | Stati Uniti (bandiera)                  | A     | Brady Murray         | 1984 | 176  | 82   | L    |
| 7  | Canada (bandiera)                       | A     | Rob Niedermayer      | 1974 | 188  | 93   | L    |
| 32 | Svizzera (bandiera)                     | A     | Sébastien Reuille    | 1981 | 181  | 84   | L    |
| 23 | Finlandia (bandiera)                    | A     | Kimmo Rintanen       | 1973 | 180  | 86   | L    |
| 88 | Svizzera (bandiera)                     | A     | Kevin Romy           | 1985 | 182  | 88   | L    |
| 38 | Svizzera (bandiera)                     | A     | Raffaele Sannitz     | 1983 | 187  | 93   | L    |
| 82 | Stati Uniti (bandiera)                  | A     | Marty Sertich        | 1982 | 173  | 76   | L    |
| 94 | Svizzera (bandiera)                     | A     | Dario Simion         | 1994 | 186  | 80   | R    |
| 48 | Svizzera (bandiera)                     | A     | Daniel Steiner       | 1980 | 183  | 90   | R    |

Legenda: P=Portiere; D=Difensore; A=Attaccante; L=Sinistra; R=Destra

### Trasferimenti

#### In estate
| Arrivi | Arrivi           | Arrivi                 | Arrivi                 |
| R.     | Nome             | da                     | Modalità               |
| ------ | ---------------- | ---------------------- | ---------------------- |
| A      | Jaroslav Bednář  | Davos                  | Free Agent             |
| A      | Daniel Steiner   | Langnau Tigers         | Free Agent             |
| A      | Kimmo Rintanen   | Kloten Flyers          | Free Agent             |
| P      | Benjamin Conz    | Ginevra-Servette       | Prestito               |
| A      | Rob Niedermayer  | Buffalo Sabres         | Free Agent             |
| D      | Dominik Schlumpf | Shawinigan Cataractes  | Free Agent             |
| D      | Florian Blatter  | Rapperswil-Jona Lakers | Free Agent             |
| P      | Ted Bullo        | Lugano U20             | Promosso in 1ª Squadra |
| A      | Lukas Balmelli   | Lugano U20             | Promosso in 1ª Squadra |
| A      | Diego Kostner    | Lugano U20             | Promosso in 1ª Squadra |
| A      | Dario Simion     | Lugano U20             | Promosso in 1ª Squadra |
| A      | Timothy Bozon    | Lugano U20             | Promosso in 1ª Squadra |
| A      | Codey Burky      | Thurgau                | Fine Prestito          |

| Partenze | Partenze            | Partenze            | Partenze              |
| R.       | Nome                | a                   | Modalità              |
| -------- | ------------------- | ------------------- | --------------------- |
| D        | Ben Clymer          | ERC Ingolstadt      | Free Agent            |
| A        | Josh Hennessy       | Boston Bruins       | Free Agent            |
| A        | Tristan Vauclair    | Friburgo-Gottéron   | Free Agent            |
| A        | Chris Bourque       | Washington Capitals | Free Agent            |
| A        | Colby Genoway       | Losanna             | Free Agent            |
| P        | Pasquale Terrazzano | Milano Rossoblu     | Free Agent            |
| P        | Sébastien Caron     | Iserlohn Roosters   | Free Agent            |
| A        | Dario Kostović      | Medveščak           | Free Agent            |
| D        | Mark Popovic        | Langnau Tigers      | Free Agent            |
| A        | Alessio Bertaggia   | Brandon Wheat Kings | Risoluzione contratto |
| A        | Timothy Bozon       | Kamloops Blazers    | Risoluzione contratto |
| D        | Leandro Profico     | Sierre              | Prestito              |

Legenda: P=Portiere; D=Difensore; A=Attacco

#### In Stagione
| Arrivi | Arrivi           | Arrivi            | Arrivi                 |
| R.     | Nome             | da                | Modalità               |
| ------ | ---------------- | ----------------- | ---------------------- |
| D      | Jordan Hendry    | Houston Aeros     | Risoluzione contratto  |
| A      | Codey Burki      | La Chaux-de-Fonds | Fine Prestito          |
| P      | Alex Caffi       | Lugano U20        | Promosso in 1ª Squadra |
| D      | Dominik Schlumpf | Berna             | Fine Prestito          |
| A      | Giacomo Dal Pian | Lugano U20        | Promosso in 1ª Squadra |
| D      | Leandro Profico  | Sierre            | Fine Prestito          |
| A      | Brett McLean     | Rockford IceHogs  | Risoluzione contratto  |
| P      | Michael Tobler   | Olten             | Prestito per i Playoff |
| A      | Marty Sertich    | Olten             | Prestito per i Playoff |

| Partenze | Partenze          | Partenze           | Partenze              |
| R.       | Nome              | a                  | Modalità              |
| -------- | ----------------- | ------------------ | --------------------- |
| P        | David Aebischer   | St. John's IceCaps | Risoluzione contratto |
| D        | Dominik Schlumpf  | Basilea Sharks     | Prestito              |
| A        | Codey Burki       | La Chaux-de-Fonds  | Prestiro              |
| D        | Dominik Schlumpf  | Berna              | Prestito              |
| A        | Massimo Ronchetti | Davos              | Risoluzione contratto |
| P        | Ted Bullo         | Visp               | Prestito              |
| A        | Andrea Grassi     | Langenthal         | Prestito              |

Legenda: P=Portiere; D=Difensore; A=Attacco